# بچی
بچی (به صربی: Бечеј) شهری در استان خودمختار وویوودینا کشور صربستان است که جمعیت آن در سال ۲۰۰۶ میلادی ۲۵٫۴۵۰ نفر بوده‌است.

## جستارهای وابسته

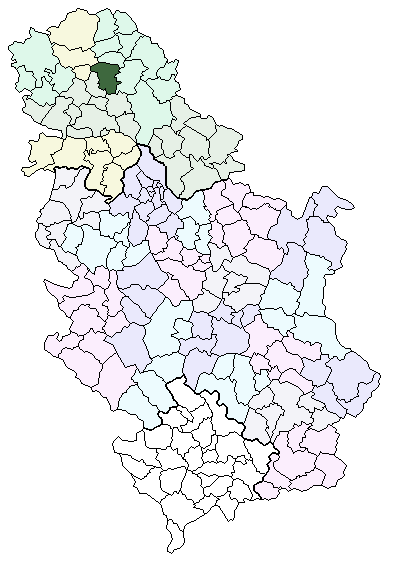